# Flyway
Flyway — інструментарій для супроводу баз даних і синхронізації їхньої структури з пов'язаним із нею програмним забезпеченням. Flyway можна розглядати як аналог системи контролю версій для БД, який виконує завдання автоматизації відображення змін у структурі бази даних для відповідності версії БД і версії програмного забезпечення, що працює з цією БД.
Іншими словами, Flyway дозволяє прив'язати стан структури БД до версії застосунку і змінювати цю структуру в залежності від обраної версії програми. Наприклад, при переході на нову версію програми Flyway дозволяє на всіх серверах привести схему зберігання даних до нової версії. Flyway також дає можливість швидко дізнатися якій версії ПЗ відповідає наявна БД, перевірити цілісність схеми і в разі порушення структури (наприклад, ручного додавання / видалення поля) виправити схему.
Початковий код проекту написаний мовою Java і розповсюджується під ліцензією Apache 2.0. Flyway може працювати з СУБД PostgreSQL, MySQL, MariaDB, Oracle, SQL Server, SQL Azure, DB2, DB2 z/OS, Google Cloud SQL Redshift, Vertica, EnterpriseDB, H2, Hsql, Derby і SQLite. Є вбудовані засоби для інтеграції з системами складання Maven, Gradle, Ant і SBT, а також плагіни для Spring Boot, Dropwizard, Grails, Play, Griffon, Grunt і Ninja. Застосування Flyway можливо на будь-яких системах для яких доступна мова Java, в тому числі Windows, macOS, Linux і Android.